# Reitschnecke

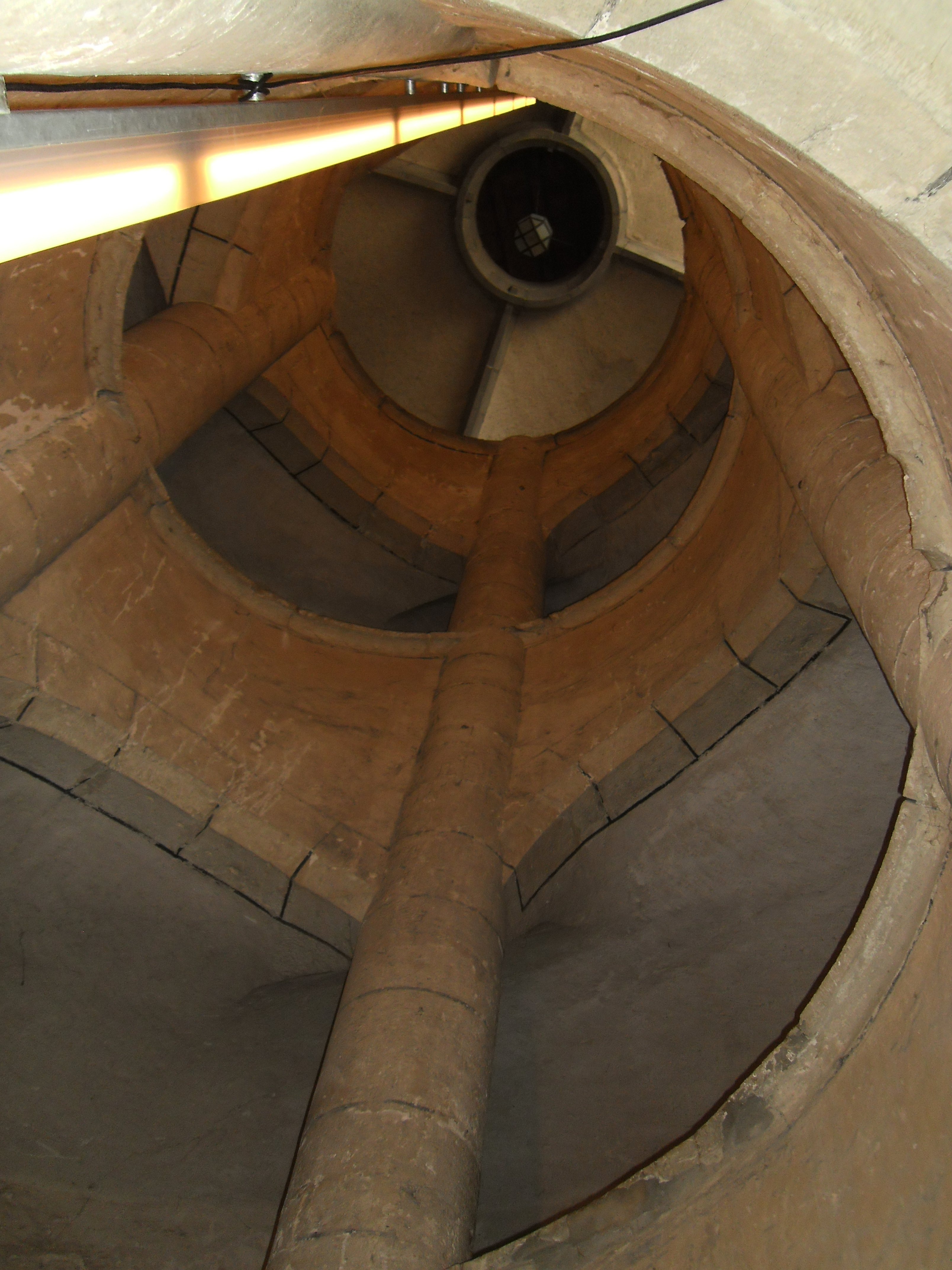
Die Reitschnecke im Munot

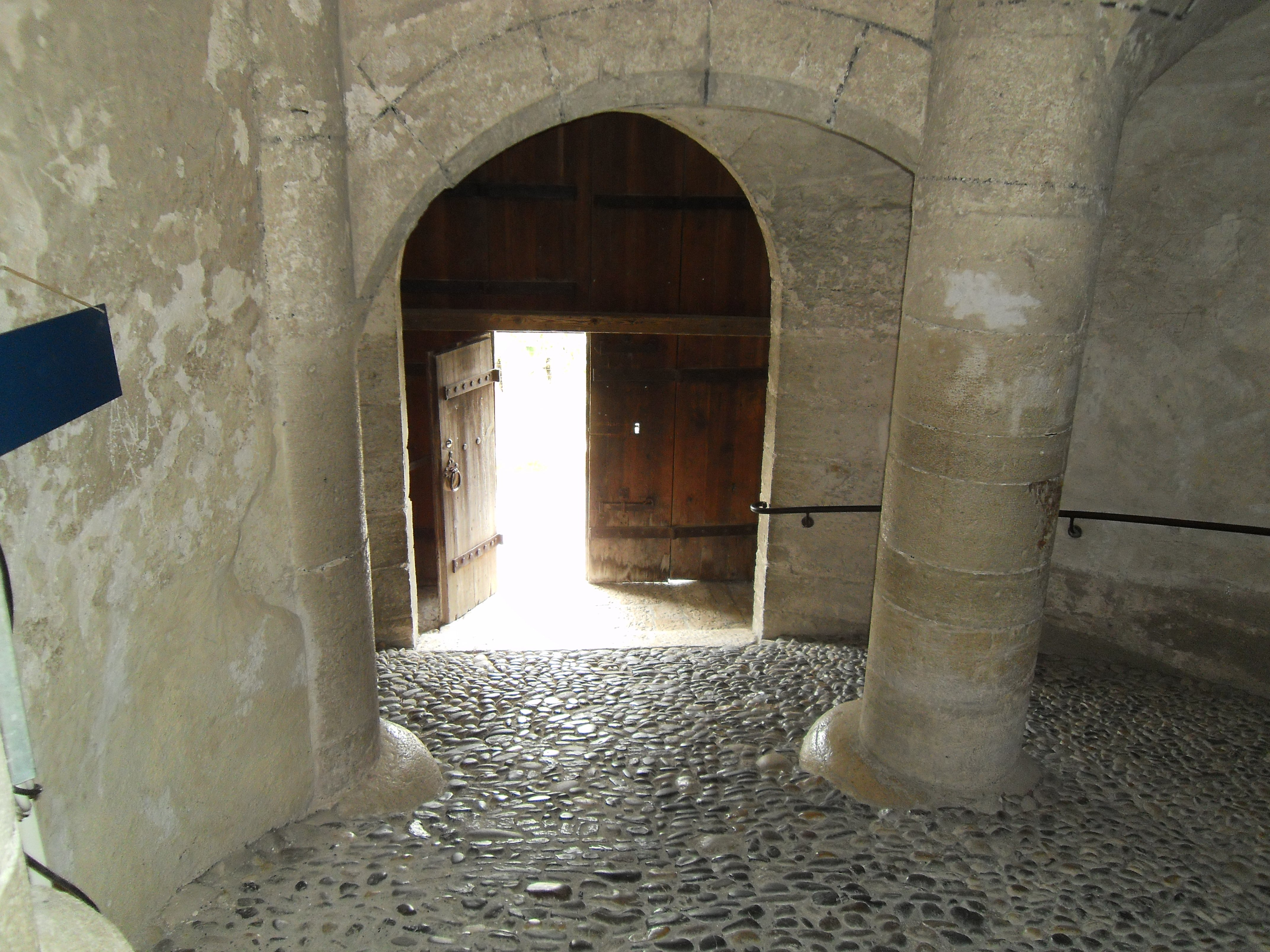
Der Eingang (von innen) zur Reitschnecke im Munot mit Bodenbelag aus Kopfsteinpflaster

Eine Reitschnecke, in der Schweiz und alemannisch Schnegge, auch Reitspindel, ist eine spezielle Form der Reittreppe in Form einer  Wendeltreppe ohne Treppenstufen. Üblicherweise befinden sich Reitschnecken in Festungen, Barbakanen oder Rondellen. Sie dienten dem Hochziehen von schweren Geschützen auf die Wehrplatte oder direkt zum Reiten. Wenn Treppenstufen in geringer Höhe und/oder großem Abstand vorkommen, wird sie auch als Rampe bzw. Treppenrampe oder Wendelrampe bezeichnet.